# Гікстон (Вісконсин)
Гікстон (англ. Hixton) — селище (англ. village) в США, в окрузі Джексон штату Вісконсин. Населення — 456 осіб (2020).

## Географія
Гікстон розташований за координатами 44°22′59″ пн. ш. 91°0′54″ зх. д. / 44.38306° пн. ш. 91.01500° зх. д. (44.383165, -91.015135).  За даними Бюро перепису населення США в 2010 році селище мало площу 2,82 км², уся площа — суходіл. В 2017 році площа становила 3,04 км², уся площа — суходіл.

## Демографія
Згідно з переписом 2010 року, у селищі мешкали 433 особи в 200 домогосподарствах у складі 121 родини. Густота населення становила 154 особи/км².  Було 219 помешкань (78/км²).
Расовий склад населення:
| - 94,9 % — білих - 3,0 % — корінних американців - 0,2 % — азіатів |

До двох чи більше рас належало 1,6 %. Частка іспаномовних становила 1,4 % від усіх жителів.
За віковим діапазоном населення розподілялося таким чином: 21,9 % — особи молодші 18 років, 61,5 % — особи у віці 18—64 років, 16,6 % — особи у віці 65 років та старші. Медіана віку мешканця становила 40,3 року. На 100 осіб жіночої статі у селищі припадало 105,2 чоловіків;  на 100 жінок у віці від 18 років та старших — 109,9 чоловіків також старших 18 років.
Середній дохід на одне домашнє господарство  становив 51 059 доларів США (медіана — 44 250), а середній дохід на одну сім'ю — 59 813 долари (медіана — 52 917). Медіана доходів становила 37 176 доларів для чоловіків та 30 833 долари для жінок. За межею бідності перебувало 12,2 % осіб, у тому числі 12,8 % дітей у віці до 18 років та 10,8 % осіб у віці 65 років та старших.
Цивільне працевлаштоване населення становило 255 осіб. Основні галузі зайнятості: виробництво — 35,3 %, освіта, охорона здоров'я та соціальна допомога — 19,6 %, роздрібна торгівля — 8,2 %, мистецтво, розваги та відпочинок — 8,2 %.